# 수잔 비앙케티상
수잔 비앙케티상(프랑스어: Prix Suzanne Bianchetti)은 1937년부터 매년 수여되고 있는 프랑스 영화상으로, 유망한 여자 영화배우를 수상대상으로 한다. 상 이름은 배우 수잔 비앙케티의 이름에서 따왔다. 1936년 수잔이 47세의 나이로 세상을 떠나면서, 남편이었던 배우 겸 작가 르네 잔이 아내를 기리기 위해 이 상을 만들었다. 본국 또는 전세계적으로 스타덤에 오른 많은 프랑스 여배우들이 이 상을 거쳐간 만큼, 신인 여자 배우들에게는 의미있는 상이다.
1959년 유일하게 남자배우인 로제 뒤마에게 상을 수여했다.

## 역대 수상자

### 1937~60년대
- 1937 – 쥐니 아스토르
- 1938 – 자닌 다르세이
- 1939 – 실비아 바타유
- 1940 – 미셸린 프레슬
- 1941-1945 - (제2차 세계대전으로 미수여)
- 1947 – 시몬 시뇨레
- 1948 – 오딜 베르수아
- 1949 – 아를레트 토마스
- 1950 – 크리스틴 르니에
- 1951 – 나딘 알라리
- 1952 – 나딘 바질
- 1953 – 에치카 슈로
- 1954 – 마리나 블라디
- 1955 – 제네비브 커빈
- 1956 – 아니 지라르도
- 1957 – 안 도트
- 1958 – 파스칼 프티
- 1959 – 로제 뒤마 (남자 배우)
- 1960 – 페레트 프라디에
- 1961 – 르네 마리 포테
- 1962 – 코린 마르샹
- 1963 – 마리 뒤부아
- 1964 – 콜레트 카스텔
- 1965 – 마샤 메릴
- 1966 – 준비에브 뷔졸드 (캐나다)
- 1967 – 카롤린 셀리에르
- 1968 – 다니엘 에브누

### 1970~90년대
- 1970 – 루드밀라 미카엘
- 1972 – 뷜 오지에
- 1974 – 이자벨 아자니
- 1976 – 이자벨 위페르
- 1980 – 도미니크 라핀
- 1986 – 쥘리에트 비노슈
- 1988 – 마리안 바슬레
- 1990 – 도미니크 블랑
- 1991 – 아누크 그랭베르
- 1993 – 샤를로트 카디
- 1994 – 이자벨 카레
- 1995 – 클로틸드 쿠로
- 1996 – 상드린 키베를랭
- 1998 – 비르지니 르두아앵

### 2000~10년대
- 2000 – 오드리 토투
- 2001 – 바르바라 슐츠
- 2002 – 프랑수아즈 가이야르
- 2003 – 멜라니 두티
- 2004 – 사라 포레스티에 & 소피 퀸튼
- 2005 – 클로에 랑베르
- 2006 – 나탈리 부테푸
- 2007 – 데보라 프랑수아 (벨기에)
- 2008 – 클로틸드 에스므
- 2009 – 아스트리드 베르제프리스베
- 2010 – 엘로디 나바르
- 2011 – 아나이스 드무스티에
- 2012 – 마리 크레머 (벨기에)
- 2013 – 폴린 에티엔 (벨기에)
- 2014 – 아델 에넬
- 2015 – 마린 박트
- 2016 – 카미유 코탱
- 2017 - 술리안 브라힘
- 2018 - 카멜리아 조르다나
- 2019 - 레베카 마르데르